# Sofia di Grecia (principessa di Hannover)
Sofia di Grecia (in greco: Σοφία της Ελλάδας; Corfù, 26 giugno 1914 – Monaco di Baviera, 3 novembre 2001) è stata una principessa greca, quarta figlia del principe Andrea e di Alice di Battenberg e sorella maggiore del principe Filippo, marito di Elisabetta II del Regno Unito.

## Biografia

### Giovinezza
Sofia nacque il 26 giugno 1914 nella Villa Mon Repos, residenza reale greca a Corfù, quartogenita di Andrea di Grecia e della moglie, Alice di Battenberg. Da parte di padre, la Principessa discendeva da Nicola I di Russia e da Cristiano IX di Danimarca, quindi nipote di Giorgio I di Grecia e prima cugina dei sovrani Giorgio II, Alessandro e Paolo di Grecia; per via materna invece, Sofia era nipote della regina Vittoria e del Granduca Luigi IV d'Assia. Aveva tre sorelle, Margherita, Teodora e Cecilia, ed un fratello, Filippo che nel 1947 sposerà la futura Elisabetta II; in famiglia Sofia era chiamata "Tiny".

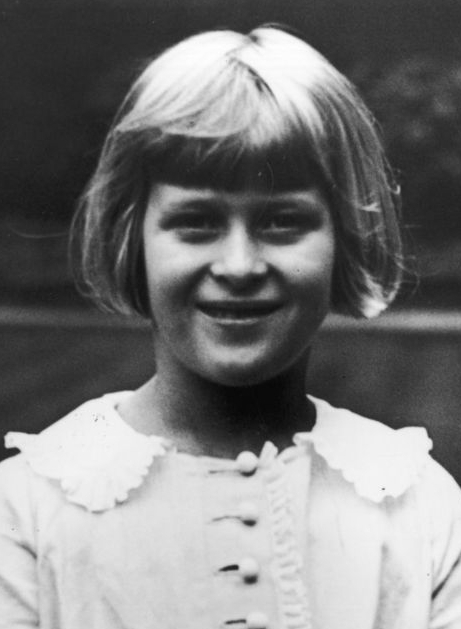
Sofia nel 1922.

Quando la principessa era giovane, la Grecia soffriva di un'instabilità politica che danneggiava l'immagine e la reputazione, e la stabilità stessa, della monarchia e della Casa reale; nel 1917 lo zio Costantino I ed il cugino Giorgio furono costretti a rinunciare ai propri diritti al trono per poi andare in esilio in Svizzera, dove la maggior parte dei membri della famiglia reale, fra cui la famiglia di Sofia, si trasferirono. La madre, Alice di Battenberg, soffrì di una malattia nervosa venendo curata a partire dal 1930, in tale periodo inoltre il padre Andrea aveva abbandonato la famiglia e si era trasferito in Francia meridionale assieme all'amante.

### Primo matrimonio
Il 15 dicembre 1930, all'età di 16 anni, Sofia sposò Cristoforo d'Assia a Kronberg, Berlino, con una cerimonia greco ortodossa ed un'altra luterana; lo sposo era nipote di Federico III di Germania e di Vittoria di Gran Bretagna, nonché primogenita della regina Vittoria, ciò rendeva la coppia due lontani cugini. Cristoforo era inoltre fratello di Filippo d'Assia che nel 1925 sposò Mafalda di Savoia. La coppia ebbe cinque figli:
- Cristina Margherita (1933 - 2011)
- Dorotea (1934)
- Carlo (1937)
- Ranieri (1939)
- Clarissa (1944)

Sofia e Cristoforo si trasferirono in Germania, dove il principe servì la Luftwaffe e partecipò alla Seconda guerra mondiale; nell'ottobre 1943 Hitler esonerò tutti i principi reali tedeschi dal servizio militare, così Cristoforo partì per tornare in patria ma il 7 ottobre il suo aereo si schiantò sugli Appennini, nei pressi della provincia di Forlì-Cesena. Il suo corpo è stato ritrovato due giorni dopo. Sofia, rimasta vedova, viveva al tempo nel Castello di Friedrichstein ma fu costretta a trasferirsi al Castello di Wolfsgarten, a seguito dell'invasione delle truppe americane.

### Secondo matrimonio
Sofia si risposò in seconde nozze con Giorgio Guglielmo di Hannover, il 23 aprile 1946 a Salem, in Baden-Württemberg; il principe era il secondogenito di Ernesto Augusto di Hannover, duca di Brunswick e della moglie Vittoria Luisa, figlia di Guglielmo II di Germania quindi pronipote della regina Vittoria, ciò rendeva i due sposi lontani cugini. La coppia ebbe tre figli:
- Guelfo Ernesto (1947 - 1981)
- Giorgio (1949)
- Federica (1954)

### Ultimi anni e morte

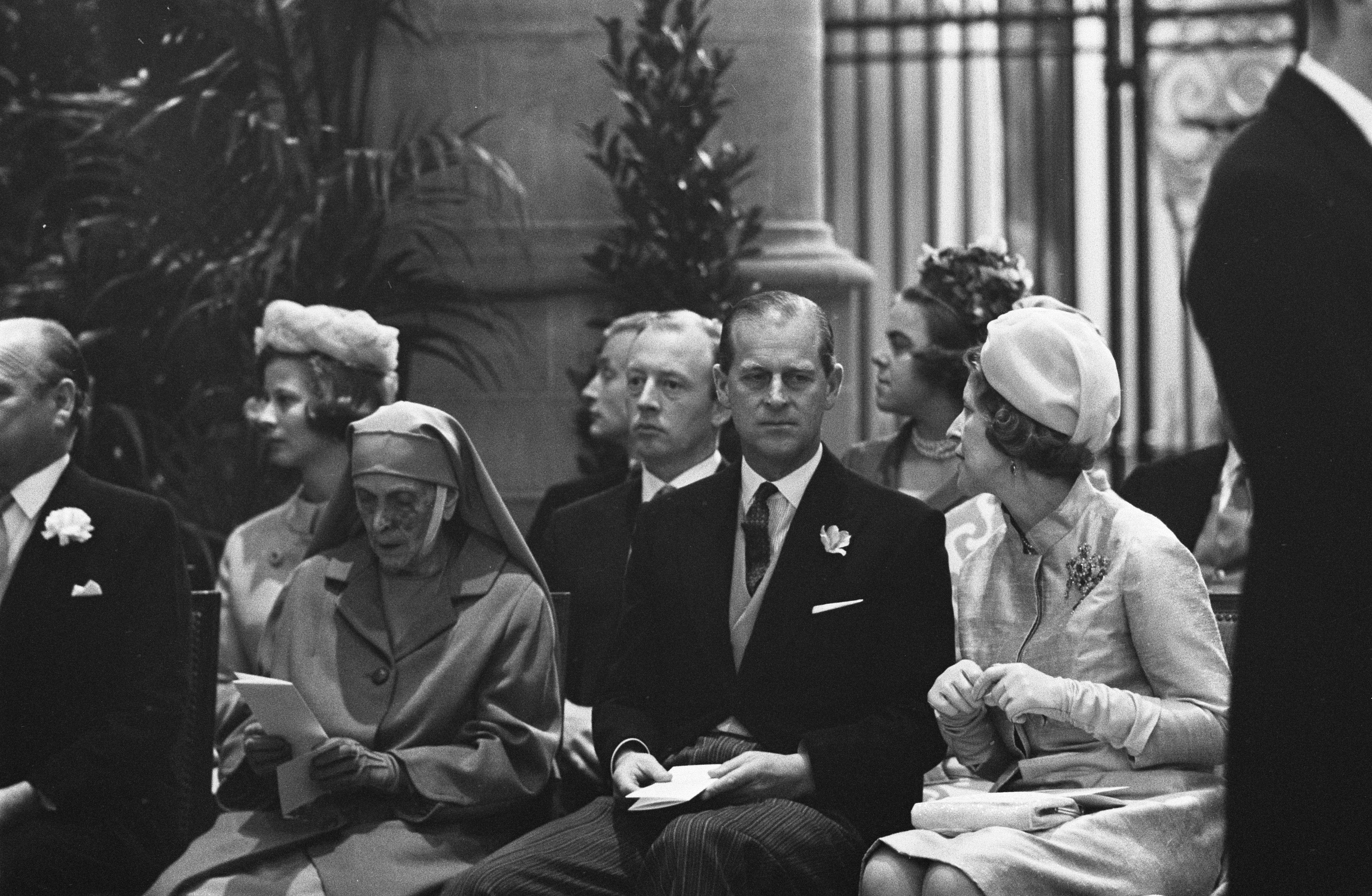
Da destra: Sofia, Filippo e la loro madre Alice di Battenberg.

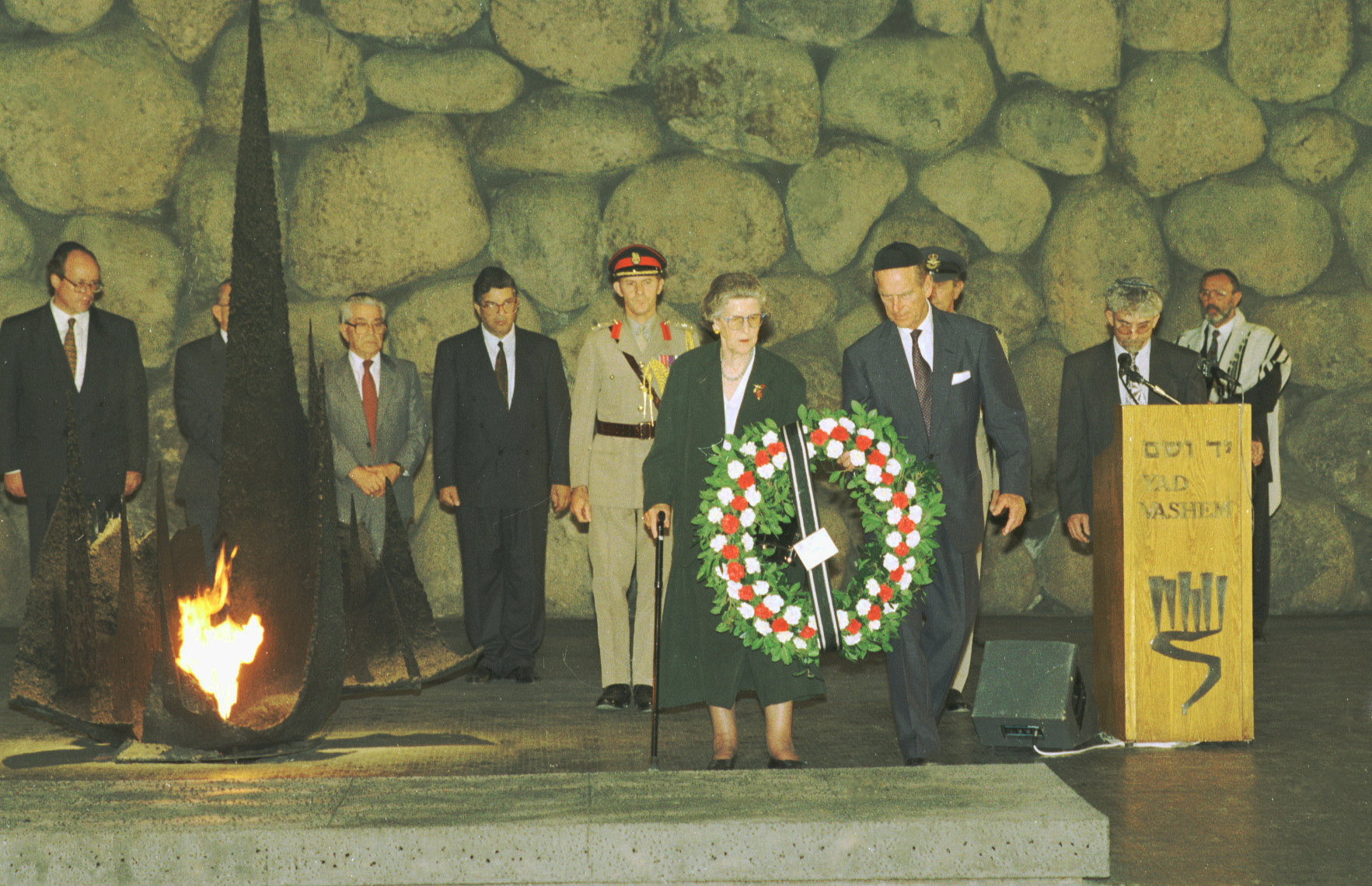
Sofia e Filippo a Gerusalemme.

Sofia fu sempre vicina al fratello minore Filippo, nonostante non poté partecipare alle sue nozze con la principessa Elisabetta, visto che il marito era stato vicino al partito nazionalsocialista, comunque raggiunse il Regno Unito poco dopo le nozze passando alcuni giorni a Birkhall, in Scozia, assieme alla coppia. Nel 1953, Sofia, assieme alle sorelle ed alla madre, partecipò all'incoronazione della cognata Elisabetta II. Nel 1964 divenne madrina del nipote Edoardo, duca di Edimburgo; trent'anni dopo, nel 1994, Filippo e Sofia si recarono a Gerusalemme per partecipare alla premiazione della madre, Alice di Battenberg, quale Giusta fra le nazioni, per il suo aiuto alle famiglie ebree durante la guerra.
Sofia di Grecia morì il 3 novembre 2001, a Monaco di Baviera.

## Titoli e trattamento
- 26 giugno 1914 - 15 dicembre 1930: Sua Altezza Reale, la principessa Sofia di Grecia e Danimarca
- 15 dicembre 1930 - 23 aprile 1946: Sua Altezza Reale, la Principessa Cristoforo d'Assia
- 23 aprile 1946 - 3 novembre 2001: Sua Altezza Reale, la Principessa Giorgio Guglielmo di Hannover

## Ascendenza
|                               |                    |                                  | Genitori                          |  |  | Nonni |  |  | Bisnonni                  |  |  | Trisnonni                                                      |  |
|                               |                    |                                  |                                   |  |  |       |  |  | Cristiano IX di Danimarca |  |  | Federico Guglielmo di Schleswig-Holstein-Sonderburg-Glücksburg |  |
|                               |                    |                                  |                                   |  |  |       |  |  | Cristiano IX di Danimarca |  |  | Federico Guglielmo di Schleswig-Holstein-Sonderburg-Glücksburg |  |
|                               |                    | Luisa Carolina d'Assia-Kassel    |                                   |  |  |       |  |  | Cristiano IX di Danimarca |  |  |                                                                |  |
| Giorgio I di Grecia           |                    |                                  |                                   |  |  |       |  |  | Cristiano IX di Danimarca |  |  |                                                                |  |
|                               |                    | Luisa d'Assia-Kassel             | Guglielmo d'Assia-Kassel          |  |  |       |  |  |                           |  |  |                                                                |  |
|                               |                    | Luisa d'Assia-Kassel             | Guglielmo d'Assia-Kassel          |  |  |       |  |  |                           |  |  |                                                                |  |
|                               |                    | Luisa d'Assia-Kassel             | Luisa Carlotta di Danimarca       |  |  |       |  |  |                           |  |  |                                                                |  |
| Andrea di Grecia              |                    | Luisa d'Assia-Kassel             |                                   |  |  |       |  |  |                           |  |  |                                                                |  |
|                               |                    | Konstantin Nikolaevič di Russia  | Nicola I di Russia                |  |  |       |  |  |                           |  |  |                                                                |  |
|                               |                    | Konstantin Nikolaevič di Russia  | Nicola I di Russia                |  |  |       |  |  |                           |  |  |                                                                |  |
|                               |                    | Konstantin Nikolaevič di Russia  | Carlotta di Prussia               |  |  |       |  |  |                           |  |  |                                                                |  |
| Olga Konstantinovna di Russia |                    | Konstantin Nikolaevič di Russia  |                                   |  |  |       |  |  |                           |  |  |                                                                |  |
|                               |                    | Alessandra di Sassonia-Altenburg | Giuseppe di Sassonia-Altenburg    |  |  |       |  |  |                           |  |  |                                                                |  |
|                               |                    | Alessandra di Sassonia-Altenburg | Giuseppe di Sassonia-Altenburg    |  |  |       |  |  |                           |  |  |                                                                |  |
|                               |                    | Alessandra di Sassonia-Altenburg | Amalia di Württemberg             |  |  |       |  |  |                           |  |  |                                                                |  |
| Sofia di Grecia e Danimarca   |                    | Alessandra di Sassonia-Altenburg |                                   |  |  |       |  |  |                           |  |  |                                                                |  |
|                               | Alessandro d'Assia | Luigi II d'Assia e del Reno      |                                   |  |  |       |  |  |                           |  |  |                                                                |  |
|                               | Alessandro d'Assia | Luigi II d'Assia e del Reno      |                                   |  |  |       |  |  |                           |  |  |                                                                |  |
|                               | Alessandro d'Assia | Guglielmina di Baden             |                                   |  |  |       |  |  |                           |  |  |                                                                |  |
| Luigi di Battenberg           | Alessandro d'Assia |                                  |                                   |  |  |       |  |  |                           |  |  |                                                                |  |
|                               |                    | Julia von Hauke                  | Hans Moritz von Hauke             |  |  |       |  |  |                           |  |  |                                                                |  |
|                               |                    | Julia von Hauke                  | Hans Moritz von Hauke             |  |  |       |  |  |                           |  |  |                                                                |  |
|                               |                    | Julia von Hauke                  | Sophie Lafontaine                 |  |  |       |  |  |                           |  |  |                                                                |  |
| Alice di Battenberg           |                    | Julia von Hauke                  |                                   |  |  |       |  |  |                           |  |  |                                                                |  |
|                               |                    | Luigi IV d'Assia e del Reno      | Carlo d'Assia                     |  |  |       |  |  |                           |  |  |                                                                |  |
|                               |                    | Luigi IV d'Assia e del Reno      | Carlo d'Assia                     |  |  |       |  |  |                           |  |  |                                                                |  |
|                               |                    | Luigi IV d'Assia e del Reno      | Elisabetta di Prussia             |  |  |       |  |  |                           |  |  |                                                                |  |
| Vittoria d'Assia e del Reno   |                    | Luigi IV d'Assia e del Reno      |                                   |  |  |       |  |  |                           |  |  |                                                                |  |
|                               |                    | Alice di Gran Bretagna           | Alberto di Sassonia-Coburgo-Gotha |  |  |       |  |  |                           |  |  |                                                                |  |
|                               |                    | Alice di Gran Bretagna           | Alberto di Sassonia-Coburgo-Gotha |  |  |       |  |  |                           |  |  |                                                                |  |
|                               |                    | Alice di Gran Bretagna           | Vittoria del Regno Unito          |  |  |       |  |  |                           |  |  |                                                                |  |
|                               |                    | Alice di Gran Bretagna           |                                   |  |  |       |  |  |                           |  |  |                                                                |  |